# New Castle (Pensilvania)
New Castle es una ciudad ubicada en el condado de Lawrence en el estado estadounidense de Pensilvania. En el año 2000 tenía una población de 26.309 habitantes y una densidad poblacional de 1.190 personas por km².

## Geografía
New Castle se encuentra ubicada en las coordenadas 40°59′50″N 80°20′40″O / 40.99722, -80.34444.

## Demografía
Según la Oficina del Censo en 2000 los ingresos medios por hogar en la localidad eran de $25,598 y los ingresos medios por familia eran $32,539. Los hombres tenían unos ingresos medios de $30,112 frente a los $20,754para las mujeres. La renta per cápita para la localidad era de $13,730. Alrededor del 20.8% de la población estaba por debajo del umbral de pobreza.